# Светско првенство у пливању 2013 — штафета 4 х 100 метара слободно за жене
Такмичење у дисциплини 4 х 100 метара слободно за жене на Светском првенству у пливању одржано је 28. јула 2013. у дворани Сант Ђорди у Барселони.

## Рекорди пре почетка такмичења
(28. јул 2013)
| Рекорд                     | Држава | Резултат | Место | Датум         |
| -------------------------- | --- | -------- | ----- | ------------- |
| Светски рекорд             | Холандија · Инге Декер (53,61) · Раноми Кромовиђојо (52,30) · Фемке Хемскерк (53,03) · Марлен Велдхојс (53,78) | 3:31,72  | Рим   | 26. јул 2009. |
| Рекорд светских првенстава | Холандија · Инге Декер (53,61) · Раноми Кромовиђојо (52,30) · Фемке Хемскерк (53,03) · Марлен Велдхојс (53,78) | 3:31,72  | Рим   | 26. јул 2009. |

## Резултати

### Квалификације
Квалификације су одржане у 12.10 по локалном времену.
| Пласман | Група | Стаза | Такмичари                                                                | Држава       | Време   | Белешке           |
| ------- | ----- | ----- | ------------------------------------------------------------------------ | ------------ | ------- | ----------------- |
| 1       | 2     | 5     | Симон Мануел Натали Коулин Елизабет Пелтон Меган Романо                  | САД          | 3:36,22 | КВ                |
| 2       | 2     | 4     | Бронти Кембел Ема Макион Бритни Елмсли Емили Сибом                       | Аустралија   | 3:36,46 | КВ                |
| 3       | 1     | 6     | Викторија Пун Сандрин Мелвил Шантал ван Ландегем Саманта Шевертон        | Канада       | 3:38,03 | КВ, НР            |
| 4       | 1     | 3     | Мишел Колман Луиз Хансон Сара Шестрем Натали Линдборг                    | Шведска      | 3:38,07 | КВ                |
| 5       | 2     | 6     | Вероника Попова Викторија Андрејева Марија Баклакова Маргарита Нестерова | Русија       | 3:38,32 | КВ                |
| 6       | 1     | 4     | Инге Декер Фемке Хемскерк Есме Вермелен Елисе Баувенс                    | Холандија    | 3:38,41 | КВ                |
| 7       | 1     | 2     | Доротеа Брант Брита Штефен Данијела Шрајбер Александра Венк              | Немачка      | 3:39,19 | КВ                |
| 8       | 2     | 3     | Харука Уеда Мисаки Јамагучи Мики Учида Јајој Мацумото                    | Јапан        | 3:39,24 | КВ                |
| 9       | 1     | 5     | Ћу Јухан Панг Ђајинг Ванг Хајбинг Чен Синји                              | Кина         | 3:39,29 |                   |
| 10      | 2     | 2     | Аличе Мицау Федерика Пелегрини Силвија ди Пјетро Ерика Ферајоли          | Италија      | 3:39,50 |                   |
| 11      | 2     | 1     | Лариса Оливеира Дајнара де Паула Грасијеле Ерман Алесандра Марчиоро      | Бразил       | 3:41,05 | ЈАР               |
| 12      | 1     | 7     | Марта Гонзалез Патрисија Кастро Беатриз Гомез Кортес Мелани Коста        | Шпанија      | 3:42,08 |                   |
| 13      | 2     | 8     | Ингвилд Снилдал Сузан Бјорнсен Моника Јоханесен Хенријете Бреке          | Норвешка     | 3:45,01 |                   |
| 14      | 2     | 7     | Ква Тинг Вен Лим Сјанг Ћи Мајлин Онг Линет Лим                           | Сингапур     | 3:48,85 |                   |
| 15      | 1     | 8     | Хванг Сео-Џин Ким Го-Еун Хан На-Кјонг Ан Се-Хјонг                        | Јужна Кореја | 3:55,67 |                   |
|         | 1     | 1     |                                                                          | Мексико      |         | није се такмичила |

### Финале
Финале је одржано у 19.17 по локалном времену.
| Пласман | Стаза | Држава                                                                                     | Такмичари  | Време   | Белешке |
| ------- | ----- | ------------------------------------------------------------------------------------------ | ---------- | ------- | ------- |
|         | 4     | Миси Френклин (53,51) Натали Коулин (52,98) Шенон Вриланд (53,22) Меган Романо (52,60)     | САД        | 3:32,31 | САР     |
| 2       | 5     | Кејт Кембел (52,33) ОКР Бронти Кембел (53,47) Ема Макион (53,19) Алиша Кутс (53,44)        | Аустралија | 3:32,43 | ОКР     |
| 3       | 7     | Елисе Баувенс (55,68) Фемке Хемскерк (52,86) Инге Декер (54,58) Раноми Кромовиђојо (52,65) | Холандија  | 3:35,77 |         |
| 4       | 6     | Мишел Колман Луиз Хансон Сара Шестрем Натали Линдборг                                      | Шведска    | 3:36,56 |         |
| 5       | 3     | Викторија Пун Сандрин Менвил Шантал ван Ландегем Саманта Шевертон                          | Канада     | 3:37,09 | НР      |
| 6       | 2     | Вероника Попова Викторија Андрејева Марија Баклакова Маргарита Нестерова                   | Русија     | 3:38,45 |         |
| 7       | 8     | Харука Уеда Мисаки Јамагучи Мики Учида Јајој Мацумото                                      | Јапан      | 3:39,45 |         |
| 8       | 1     | Доротеа Брант Брита Штефен Александра Венк Данијела Шрајбер                                | Немачка    | 3:39,57 |         |